# John Sanford
John C. Sanford (1950) es un genetista estadounidense inventor de la biolística, un método de transferencia directa de genes en una célula, con el objetivo de crear organismos transgénicos.

## Formación académica y carrera profesional
Sanford se graduó en la Universidad de Minnesota, donde obtuvo una Licenciatura en horticultura en 1976. En 1978 obtuvo su título de máster y en 1980 obtuvo su doctorado en genética de plantas en la Universidad de Wisconsin. Sanford fue profesor de Horticultura en la Universidad Cornell desde 1986 hasta 1998. En 1998 se retiró.

## Premios
Distinguished Inventor Award por la Central New York Patent Law Association en 1990 y en 1995.